# The Hustle (film 2008)
The Hustle è un film del 2008 diretto da Deon Taylor.